# Tamopsis floreni
Espèce
Tamopsis floreni est une espèce d'araignées aranéomorphes de la famille des Hersiliidae.

## Distribution
Cette espèce est endémique du Sabah en Malaisie à Bornéo,.

## Publication originale
- Rheims & Brescovit, 2004 : Description of four new species of Hersiliidae (Arachnida, Araneae) from Kimabalu National Park, Sabah, Borneo, Malaysia. Journal of Natural History, vol. 38, p. 2851-2861.